# Anòlia
Anòlia és un festival de música que se celebra a Igualada, l'Anoia. Se celebra de manera ininterrompuda des de 1989 cada segona quinzena de juliol i es donen anualment cita els artistes més destacats de l'escena musical del moment i d'altres d'emergents per descobrir. Un cartell que consolida l'Anòlia com un dels festivals de referència a la Catalunya Central i al país i que, des de l'any 2012, compta amb el patrocini d'Estrella Damm i la direcció artística d'Enderrock.
Els trets distintius de l'Anòlia, que s'han convertit en la seva essència i que han esdevingut el valor afegit al component musical i artístic, són els d'oferir espectacles en directe amb propostes marcades per la professionalitat i qualitat de l'oferta musical, la diversitat en la programació, esdevenir un aparador per a artistes emergents i nous talents i, a banda, el foment dels artistes locals i la diversitat i heterogeneïtat de públics.
El festival ha ocupat diferents espais característics de la capital de l'Anoia: els jardins del Teatre Mercantil, l'estació vella, 
Es caracteritza pel fet d'oferir concerts gratuïts de grups coneguts com a ZOO, Buhos, Els Catarres, Oques Grasses, Txarango, Aspencat o Lildami.